# 贾海洋
贾海洋（1968年7月—），男，汉族，辽宁北票人，中华人民共和国政治人物。现任辽宁省人民检察院副检察长，民革中央委员、辽宁省委副主委、沈阳市委主委。第十四届全国政协委员。